# Normativisme
Le normativisme est une conception du droit développée par Hans Kelsen se voulant dénuée de toute arrière-pensée idéologique[réf. nécessaire], qui énonce qu’un système juridique doit être fondé sur une hiérarchie des normes. Pour le normativisme, une norme n'appartient à l'ordre juridique que dans la mesure où elle a été créée conformément aux dispositions d'une norme supérieure du même ordre. L'ordre juridique serait donc auto-référentiel et régulateur en désignant lui-même les normes qui en sont une.

## Analyse
Ce normativisme juridique réduit l’État à un ensemble de rapports juridiques : l’État et le droit seraient identiques. L’État est vu dans cette conception comme un ordre de contrainte identique au droit. L’État ne se résumerait qu’à un ordre juridique, au seul ordre de droit légitime et souverain,  et l’expression État de droit un pléonasme.
On oppose à Hans Kelsen et son normativisme, Carl Schmitt et son décisionnisme.